# Vera Bryndzei
Vera Vladimirovna Bryndzei, née le 25 janvier 1952 à Ivano-Frankivsk, est une patineuse de vitesse soviétique.

## Carrière
Vera Bryndzei dispute les épreuves de patinage de vitesse aux Jeux olympiques de 1980 à Lake Placid, terminant 18e du 1 500 mètres.
Aux Championnats du monde toutes épreuves de patinage de vitesse, elle obtient la médaille d'or en 1975 à Keystone.